# Svinjak
Svinjak je výrazná 1653 metrů vysoká hora Julských Alp tyčící se přibližně 4,5 kilometru východně nad slovinským městem Bovec. Na jejím severozápadním úpatí se nachází bývalá vojenská pevnost Kluže. Na jihu ji obtéká řeka Soča a na západě Koritnica.

## Název
Název hory se váže ke slovinskému výrazu *Svitnjak - svítící, jelikož je při pohledu z Bovce ozařována vycházejícím sluncem.

## Přístupová cesta
Na horu lze vystoupit po značené turistické stezce z vesničky Kal-Koritnica.